# شمس‌الدین نواجی
شمس‌الدین نواجی (۱۳۸۶-۱۴۵۵) (نسب کامل:شمس‌الدین محمد بن حسن بن عثمان نواجی) ادیب و شاعر مصری بود. در قاهره زاده شد و در ادبیات و شعر سرآمد بود؛ او دوست ابن حجه حموی بود.

## زندگی
نواجی زادهٔ ۱۳۸۶/ ۷۸۸ق در قاهره بود و اصالتاً از روستا نَواج (استان غربیه، مصر) بوده‌است. فقه را نزد کمال‌الدین محمد بن موسی دمیری خواند که دمیری خود مدرس الازهر بود، سپس در مدرسه حسینیه و جمالیه، تا اینکه درگذشت. نواجی دو بار به حج رفت، سال‌های ۱۴۱۷/ ۷۸۸ق و ۱۴۲۹/ ۸۳۳ق. به نشست‌های صوفیانه رفت‌وآمد داشت (ذِکر) و دوست ابن حجة حموی بود. نواجی در ۲۵ جمادی‌الاول ۸۵۹/۲۲ مه ۱۴۵۵ احتمالاً در قاهره درگذشت. آثار بسیاری از او به‌جا مانده‌است.